# بانيتوليون (أيتوليا كي أكارنانيا)
بانيتوليون (Παναιτώλιον) هي مدينة في أيتوليا كي أكارنانيا في مقاطعة كينتريكي إلادا في اليونان.